# Quinwood
Quinwood település az Amerikai Egyesült Államok Nyugat-Virginia államában, Greenbrier megyében. Lakosainak száma 222 fő (2020. április 1.).

## Népesség
A település népességének változása:

| 2010 | 290 |
| 2020 | 222 |